# Dischistocalyx grandifolius
Dischistocalyx grandifolius är en akantusväxtart som beskrevs av C. B. Cl.. Dischistocalyx grandifolius ingår i släktet Dischistocalyx och familjen akantusväxter. Inga underarter finns listade i Catalogue of Life.